# Вечният сред херувимите и главата на Мадоната
„Вечният сред херувимите и главата на Мадоната“ (на италиански: Eterno tra cherubini e testa di Madonna) е двоен фрагмент от маслена живопис върху дърво, дело на Рафаело Санцио и  Еванджелиста да Пиан да Мелето от 1500 – 1501 г. Фрагментът (112 х 75 см панела с Бог Отец и 51 х 41 см този с главата на Дева Мария) е изложен в Зала 6 на Национален музей „Каподимонте“ в Неапол, Италия. Става въпрос за един от елементите на Олтарна картина „Барончи“ (Pala Baronci).

## История
Картината рисувана за параклиса „Барончи“ в църквата „Сант Агостино“ в Чита ди Кастело, е първата документирана работа на Рафаело Санцио, тогава 17-годишен. Над първата си творба той работи с Еванджелиста да Пиан ди Мелето – опитен художник, сътрудник в ателието на бащата му. Договорът с клиента е с дата 10 декември 1500 г., а доставката е регистрирана на 13 септември 1501 г.
Картината е повредена при земетресение през 1789 г. По-късно е разделена на отделни части, като повредените са премахнати, а тези, които все още могат да се използват, са разпръснати в средата на 19 век.

## Описание
Благодарение на подготвителната рисунка, съхранена в Двореца на изящните изкуства в Лил, става възможно фрагментите да се препозиционират в общия състав. Богът Отец и Дева Мария са били в горната дъга, над централната фигура на Свети Никола Толентински, в момента на коронясването му. Вдясно е била фигурата на св. Августин, от когото се вижда само короната му, също предлагана на светеца отдолу.
От различните фрагменти на олтарната картина това е този, който показва придържането към по-традиционните схеми на Перуджино, както в архаичния мотив на Vesica piscis с херувими. Вижда се и влиянието на бащата на Рафаело, Джовани Санти, който използва подобна схема със същия мотив на короните в своята олтарна картина Pala Buffi за църквата „Сан Франческо“ в Урбино.
Ако лицето на Дева Мария показва чувствителност, чието изобразяване се приписва на Рафаело Санцио, то изобразяването на Бог Отец е дело на Еванджелиста да Пиан ди Мелето.